# دریاچه لوگانو
دریاچه لوگانو (ایتالیایی: Lago di Lugano) یک دریاچه یخچالی است که در نزدیکی مرز میان سوئیس و ایتالیا واقع شده است. نام دریاچه از نام شهر لوگانو گرفته شده که میان دریاچه کومو و دریاچه ماجیوره قرار دارد.